# پیتسبرگ (کانزاس)
پیتسبرگ (به انگلیسی: Pittsburg) شهری در ایالت کانزاس کشور ایالات متحده آمریکا است که جمعیت آن در سرشماری سال۲۰۱۱ میلادی، ۲۰٬۲۳۳ نفر بوده‌است.

## نگارخانه

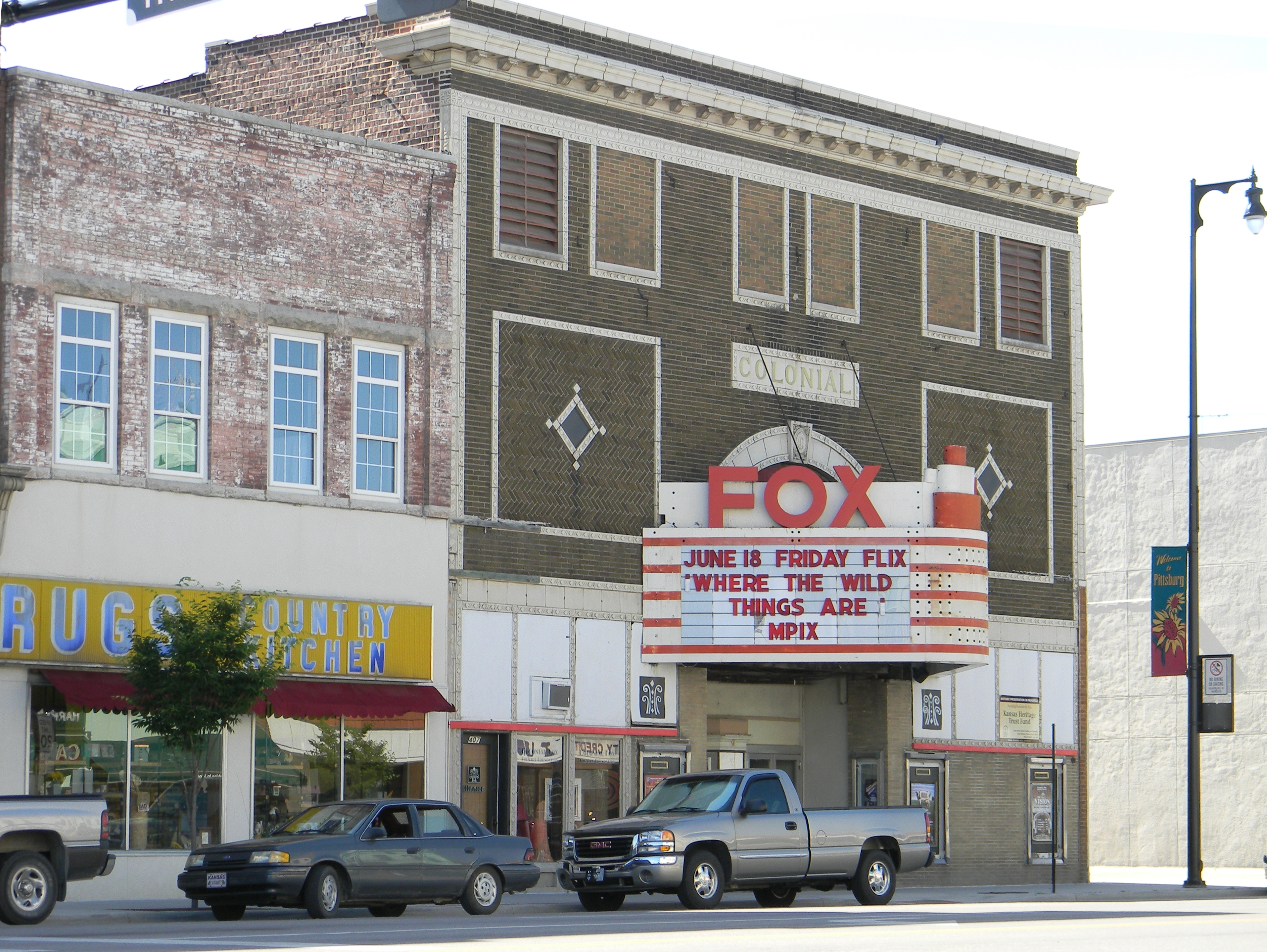
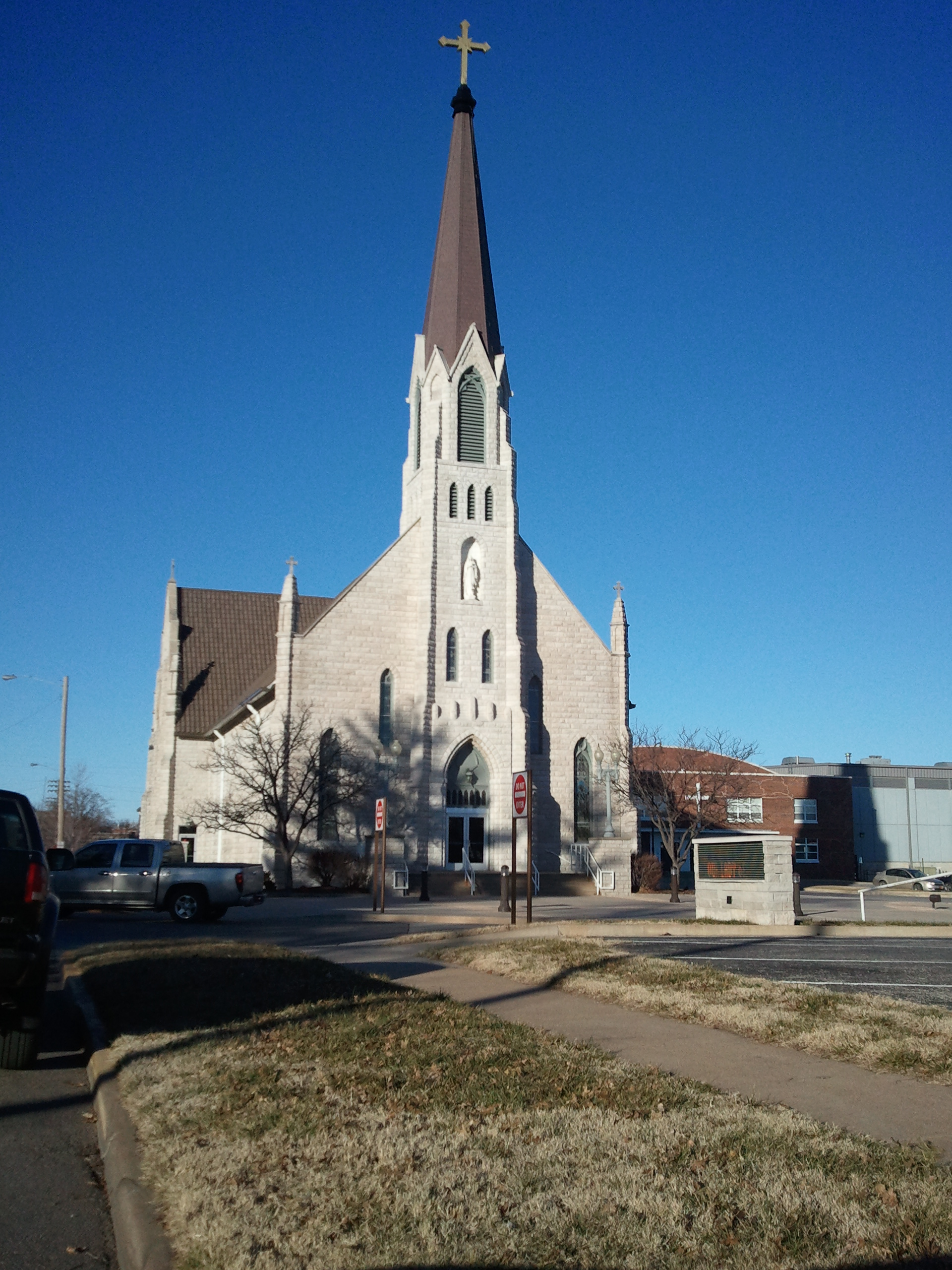